# Emerich Vogl
Emerich Vogl anche chiamato Imre Vogl (Temesvár, 12 agosto 1905 – Bucarest, 29 ottobre 1961) è stato un calciatore e allenatore di calcio rumeno.

## Carriera

### Giocatore
Vogl iniziò la sua carriera calcistica nel 1922 nel Chinezul di Timişoara con il quale vinse 5 campionati rumeni. Nel 1929 si trasferì alla Juventus di Bucarest riuscendo a conquistare un altro campionato nel 1930. Nel 1940, all'età di 35 anni lasciò il calcio giocato.
Con la Nazionale rumena, Vogl vinse due Coppe dei Balcani e partecipò a due Mondiali: 1930, 1934.

### Allenatore
Vogl diventò allenatore nel 1942, guidando la Juventus Bucarest. Nel 1942, diventò anche commissario tecnico della Romania in varie occasioni. Nel 1951, smise di fare l'allenatore ma ricoprì comunque diversi incarichi nella Federazione rumena.

## Palmarès

### Giocatore

#### Club
- Campionato rumeno: 6

Chinezul: 1923, 1924, 1925, 1926, 1927
Juventus Bucarest: 1930

#### Nazionale
- Coppa dei Balcani per nazioni: 2

1929/31, 1933